# Serrat de la Llaguna
El Serrat de la Llaguna és una serra situada al municipi d'Alins a la comarca del Pallars Sobirà, amb una elevació màxima de 2.652 metres.